# کومبن دو کورباسیر
کومبن دو کورباسیر (به لاتین: Combin de Corbassière) یک کوه در سوئیس است که در کانتون وله واقع شده‌است. کومبن دو کورباسیر ۳٬۷۱۶ متر بالاتر از سطح دریا واقع شده‌است.